# 国光体育奖章
國光體育獎章是中華民國政府为奖励优秀运动选手表现所设置最高等级国家奖章，颁发奖章的同时大多也会颁发奖助金，故又被称作国光奖金。

## 等级与奖励
国光体育奖章分为三等，每等又分三级（共9級），根据在相应比赛中获得的排名确定获奖等级，颁发相应的奖章和奖金，团队获奖者，则每个个人都可以获得相应数额的奖金。不过，一般将年龄限定在青年、青少年等级的比赛，只颁发奖章，并不颁发奖金。
凡综合运动会，如奥运会、亚运会等，均需要在正式比赛项目中获得相应名次方可获得奖励，而表演赛等不计入内。而单项的锦标赛中，根据其比赛等级作了仔细的区分，一般即赛事难度越高则对应的奖励越高，项目是否是奥运和亚运的正式比赛项目也是重要标准，符合最高标准的世锦赛冠军的奖励甚至高于亚运会冠军的奖励，如四年一次的世界篮球锦标赛、世界杯足球赛等。
- 比赛名次以主办单位公布为准，对于名次未加以确定的则取其最高名次（例如奥运会中有的项目并不区分第5〜8名，则相应选手被视为第5名进行奖励）。
- 对于单项的锦标赛而言，只有国际单项体育联合会总会或亚洲奥林匹克理事会所认可的单项协会所举办的比赛才有效，另外其参赛选手或队伍至少达到6个，但如果参赛者在赛前已按要求经过筛选或限制的则不受此限制（例如通过资格赛后，能够参加后续比赛的队伍只剩下5个，则这项比赛也受到认可）。
- 因為他國「不可以壟斷金銀銅」而獲得銅牌相应选手被视为第3名进行奖励
- 因為他國「只能有限人數晉級決賽」而得以晉級決賽的相应选手以決賽名次进行奖励

### 颁发国光体育奖章和国光奖金
| 等   | 级   | 获奖资格（數字為比赛排名） | 获奖资格（數字為比赛排名） | 获奖资格（數字為比赛排名） | 获奖资格（數字為比赛排名） | 获奖资格（數字為比赛排名） | 获奖资格（數字為比赛排名） | 获奖资格（數字為比赛排名） | 获奖资格（數字為比赛排名） | 获奖资格（數字為比赛排名） | 获奖资格（數字為比赛排名） | 一次領制 | 終生月俸制 |
| ---- | ---- | -------------------------- | -------------------------- | -------------------------- | -------------------------- | -------------------------- | -------------------------- | -------------------------- | -------------------------- | -------------------------- | -------------------------- | -------- | ---------- |
| 等   | 级   | 世界                       | 世界                       | 世界                       | 世界                       | 世界                       | 世界                       | 世界                       | 亚洲                       | 亚洲                       | 亚洲                       | 一次領制 | 終生月俸制 |
| 等   | 级   | 奥林匹克运动会             | 世界锦标赛a                | 世界锦標赛b                | 世界锦標赛c                | 世界锦標赛d                | 世界运动会                 | 世界大学生运动会           | 亚洲运动会                 | 亚洲锦标赛e                | 亚洲锦標赛f                | 一次領制 | 終生月俸制 |
| 一等 | 一级 | 1註                        |                            |                            |                            |                            |                            |                            |                            |                            |                            | 2000万元 | 12萬5仟元  |
| 一等 | 二级 | 2註                        | 1                          |                            |                            |                            |                            |                            |                            |                            |                            | 700万元  | 3萬8仟元   |
| 一等 | 三级 | 3註                        | 2                          |                            |                            |                            |                            |                            |                            |                            |                            | 500万元  | 2萬4仟元   |
| 二等 | 一级 | 4                          | 3                          | 1                          |                            |                            |                            |                            | 1                          |                            |                            | 300万元  |            |
| 二等 | 二级 | 5、6                       |                            | 2                          |                            |                            |                            |                            | 2                          |                            |                            | 150万元  |            |
| 二等 | 三级 | 7、8                       |                            | 3                          | 1                          |                            |                            |                            | 3                          |                            |                            | 90万元   |            |
| 三等 | 一级 |                            |                            |                            | 2                          | 1                          | 1                          | 1                          |                            | 1                          |                            | 60万元   |            |
| 三等 | 二级 |                            |                            |                            | 3                          | 2                          | 2                          | 2                          |                            | 2                          | 1                          | 30万元   |            |
| 三等 | 三级 |                            |                            |                            |                            | 3                          | 3                          | 3                          |                            |                            | 2                          | 15万元   |            |

條件
相应比赛性质的要求如下：
- a：世界锦标赛的正式比赛，每四年举办一次，项目为奥运会正式比赛项目，主办协会有会员国200以上。

滿足條件者為世界盃足球賽、世界盃籃球賽、女子世界盃足球賽、世界女子籃球錦標賽、世界棒球12強賽。
- b：世界锦标赛的正式比赛，项目为奥运会正式比赛项目。

除了a以外所提到的其他賽事。
- c：世界锦标赛的正式比赛，项目不是奥运会正式比赛项目，但是是亚运会的正式比赛项目。
- d：世界锦标赛的正式比赛，项目不是奥运会正式比赛项目，也不是亚运会的正式比赛项目。
- e：亚洲锦标赛的正式比赛，项目是亚运会的正式比赛项目。
- f：亚洲锦标赛的正式比赛，项目不是亚运会的正式比赛项目。
- 综合运动会中，只有正式比赛项目（表演赛等排除）才获得认可。

註：获得奥运会前三名者，可以二選一选择一次性领取相应奖金，或終生按月领取相應新臺幣12.5万、3.8万、2.4万元獎金。
註2：在以下情形獎金會額外加發二分之一：
- 參加於台灣舉辦的國際綜合運動賽會得獎。（包括奧林匹克運動會、亞洲運動會、世界運動會、世界大學運動會等）
- 參加奧運、亞運或世大運之田徑、游泳或體操正式競賽項目。

### 仅颁发奖章
| 世界               | 世界           | 世界             | 世界             | 亚洲           | 亚洲           | 亚洲             |   |   |
| 青年奥林匹克运动会 | 世界青年锦标赛 | 世界青少年锦标赛 | 世界中学生运动会 | 亚洲青年运动会 | 亚洲青年锦标赛 | 亚洲青少年锦标赛 |   |   |
| 三等               | 一级           | 1註              |                  |                |                |                  |   |   |
| 三等               | 二级           | 2                | 1                |                |                |                  |   |   |
| 三等               | 三级           | 3                | 2                | 1              | 1              | 1                | 1 | 1 |

- 综合运动会中，只有正式比赛项目（表演赛等排除）才获得认可。

- 註：

1. 獎助學金內容以受獎人修讀學士學位期間所需學費、雜費及學分費為限。
2. 修讀學士學位之修業期限，以四年為原則，其就讀科系修業期限經報教育部備查者，從其修業年限規定。
3. 受獎人以與其他國家選手共同組隊參賽項目獲獎者，僅頒給獎章。

## 争议
- 中华台北棒球队在2008年北京奥运棒球比赛上以2胜5敗的战绩完赛，在8个参赛队中位列第5名，按照国光奖金等级每人获得150万元奖金，共3450万元（共23人），许多球迷对获得这样成绩还获得奖金非常不满，还有立委指出中华队应该将奖金捐出。[4][5]

- 杨淑君在2010广州亚运跆拳道比赛中发生争议事件，杨淑君获得台湾民众的强烈支持，政府坚称杨淑君清白并按照亚运冠军的标准颁给300万作为补助。[6]但之后杨淑君表示撤销控告世界跆拳道联盟，引起相当部分网友不满，表示被杨淑君欺骗甚至要求其返还奖金。[7]

- 有跆拳道選手拿1988年由教育部頒發、宣稱有18K的一等三級國光體育獎章變賣，才發現純度只有11k。[8]
- 2013年世界棒球經典賽，中華民國棒球協會認為此賽事難度太高，故不予以申請國光獎金。而教育部體育署隨後回應將以專案處理。
- 這些離事實還很遠，可是也不難看出：
  - 如以足球項目為例：會看出男子部分會看出U23（奧運）會比成人版本（世界盃）還要高、女子部分則是奧運會竟可以比錦標賽好等。
- 另外，有些項目成為綜合運動會（亞運會或奧運會）項目或者從綜合運動會中除去，都會影響到獎金的多寡。